# Splanchnotrophus brevipes
Splanchnotrophus brevipes är en kräftdjursart som beskrevs av Hancock och Norman 1863. Splanchnotrophus brevipes ingår i släktet Splanchnotrophus, och familjen Splanchnotrophidae. Arten är reproducerande i Sverige.